# مارك جونز (كاتب سيناريو)
مارك جونز (بالإنجليزية: Mark Jones)‏ كاتب سيناريو اميركي، من مواليد 17 يناير 1953, وهو أيضاً مخرج سينمائي ومنتج سينمائي. من أعماله المعروفة سلسلة أفلام الرعب ليبريكون, رامبيلستيلتسكين ومسلسلات تلفزيونية متنوعة، قام أيضاً بكتابة وإخراج فيلم الرعب ترلوكويست (فيلم).